# Rotatiekromme
De rotatiekromme van een sterrenstelsel is een weergave van de waargenomen draaisnelheden van materie in de schijfdelen van spiraalstelsels als functie van de afstand tot het galactische centrum van die stelsels. Er is een discrepantie tussen deze waarnemingen en de voorspellingen die de gravitatiewet van Newton doet over de beweging van de lichtende massa. De aanwezigheid van deze tegenstrijdigheid is volgens astronomen een aanwijzing voor het bestaan van donkere materie in de halo van het sterrenstelsel.

De rotatiekromme van Messier 33: voorspeld en waargenomen.

In het begin van de jaren '80 ontdekte Vera Rubin dat spiraalstelsels niet draaien zoals verwacht volgens de Keplerdynamica. Gebaseerd op dit model zou materie (zoals sterren en gas) in het schijfgedeelte van een spiraal net zo om het centrum van het stelsel moeten draaien als planeten in het zonnestelsel om de zon heen draaien. Zou men zich hierop baseren, dan zou men verwachten dat de gemiddelde baansnelheid van een object op een bepaalde afstand van het grootste deel van de massadistributie omgekeerd evenredig zou afnemen met de vierkantswortel van de straal van de baan (de gestippelde lijn in de figuur hiernaast). Op het moment van de ontdekking van de afwijking dacht men dat de meeste massa van het sterrenstelsel zich in de centrale bult zou moeten bevinden.
Observaties van de rotatiekromme van spiraalstelsels stemmen hier echter niet mee overeen. Integendeel, de krommen nemen in het geheel niet af volgens de verwachte omgekeerde vierkantswortelrelatie maar zijn vrij "vlak" — buiten de centrale bult is de snelheid een bijna constante functie van de straal (de doorgetrokken lijn in de figuur). De verklaring die de minste aanpassingen aan de natuurwetten vereist, is dat er ver buiten het centrum van het sterrenstelsel een aanzienlijke hoeveelheid materie aanwezig is die geen licht uitzendt. Men oppert dat deze extra massa bestaat uit donkere materie in een halo om het sterrenstelsel, en dat dit de donkere materie is waarvan het bestaan 40 jaar eerder was geopperd door Fritz Zwicky in zijn studie naar de massa's van clusters van sterrenstelsels. Op dit moment zijn er een groot aantal observationele bewijzen die wijzen op de aanwezigheid van koude donkere materie en het bestaan ervan is een belangrijk onderdeel van het huidige Lambda-CDM-model dat de kosmologie van het heelal beschrijft.
Een kleine minderheid van de natuurkundigen en sterrenkundigen hebben hun ongemak over de theorie van de donkere materie geuit, en sommigen hebben zelf alternatieve verklaringen bedacht. Een van de populairste alternatieve verklaringen is de fenomenologische theorie van de 'aangepaste Newtoniaanse dynamica' (modified Newtonian dynamics, MOND). Deze theorie stelt dat de afwijkingen niet het gevolg zijn van problemen met de massa/lichtverhoudingen of kleine details in ons begrip van het kosmologische gedrag van donkere materie, maar eerder veroorzaakt worden doordat de  zwaartekracht op grote lengteschalen zich niet hetzelfde blijft gedragen. Hoewel deze theorie redelijk succesvol is in het reproduceren van enkele statistische eigenschappen van sterrenstelsels en van belangrijke observaties die als bewijs gezien worden voor donkere materie, lijkt dit problemen te geven bij waarnemingen van clusters. Pogingen een theoretische basis op te stellen die goed genoeg is om andere effecten te beschrijven, zoals de anisotropieën in de kosmische achtergrondstraling en zwaartekrachtlenzen, worden nu pas ontwikkeld.